# Isoetes boomii
Isoetes boomii là một loài dương xỉ trong họ Isoetaceae. Loài này được Luebke mô tả khoa học đầu tiên năm 1992.